# Ana de Palacio y del Valle-Lersundi
Ana Isabel de Palacio y del Valle-Lersundi (sinh ngày 22 tháng 7 năm 1948) tại Madrid, con gái của Luis María de Palacio y de Palacio, Marqués de Matonte, và vợ Luisa Mariana del Valle-Lersundi y del Valle, là người Tây Ban Nha Bộ trưởng Bộ Ngoại giao của chính phủ José María Aznar từ tháng 7 năm 2002 đến tháng 3 năm 2004. Trước đó, bà là luật sư ở Madrid và sau đó là thành viên của Nghị viện châu Âu từ năm 1994 đến năm 2002. Tháng 3 năm 2012, Bổ nhiệm một Thành viên Bầu cử của Hội đồng Nhà nước Tây Ban Nha.
Palacio tốt nghiệp từ Lycée Français (bằng toán học) với bằng khen của Chính phủ Pháp cho "sinh viên nước ngoài tốt nhất đã học xong năm đó". Bà có bằng Luật, Khoa học Chính trị và Xã hội học; Hiệu suất của bà trong các nghiên cứu cấp độ của cô xứng đáng với giải thưởng Thành tựu học thuật (Premio Extraordinario Fin de Carrera).